# 웃소 에빈
웃소 에빈(Üso Ewin, 일본어: ウッソ・エヴィン)은 TV 애니메이션 《기동전사 V 건담》에 등장하는 가공의 인물이다. 작품 내 주인공으로 연령은 13세이다. 성우는 사카구치 다이스케가 담당하였다.
이름인 "웃소"는 "거짓말"에서 따온 것으로, 여기에는 "말이라고 하는 것은 모두 거짓말일지도 모른다. 정말인 것처럼 보여도 말에 말을 거듭하다보면 거짓말이 되어 버릴지도 모른다."라는 작품의 상징과 같은 의미가 담겨져 있다.

## 같이 보기
- 기동전사 V 건담
- 빅토리 건담